# ألين دالي جون
ألين دالي جون (بالإنجليزية: Allen Dale June)‏ هو عسكري أمريكي، ولد في 28 نوفمبر 1921، وتوفي في 8 سبتمبر 2010.